# Antonija Kolerič
Antonija Kolerič, slovenska knjižničarka, publicistka, bibliografka in slikarka, * 9. november 1906, Trst, † 23. september 1990, Trst.
Rodila se je v družini tržaškega uslužbenca pri družbi Magazzini Generali Josipa Koleriča. Mati Antonija Kariš je bila šivilja. Končala je ljudsko šolo in tri razrede nižje srednje šole, potem pa še tečaje knjigovodstva, strojepisa in nemščine. Ker je v letih po 1. svetovni vojni na tržaškem vladala velika nezaposlenost, bila pa je tudi brez fašistične izkaznice, so bile njene zaposlitve le kratkotrajne, vmes pa je materi pomagala pri šivanju. Že kot otrok je hodila v Narodni dom pri  Sv. Ivanu, kjer je bil oče član in delničar. Bila je naraščajnica Sokola, ki je imel sedež v Narodnem domu in je že v mladosti delovala v tržaškem kulturnem in narodnem življenju, kasneje pa v  protifašističnem gibanju in Osvobodilni fronti. V letih 1947-1971 je bila knjižničarka v Narodni in študijski knjižnici v Trstu, kjer je skrbela za zamejski in zdomski tisk. Tako sta v času, ko je bila knjižničarka, med drugim nastali njeni deli Bibliografija slovenskega tiska v Italij med dvema vojnama : 1918 - 30. 4. 1945 (COBISS) in Bibliografija šolskih knjig in skript za slovenske šole v Italiji 1945-1966 (Trst, 1967) ter študiji Nastanek, razvoj in uničenje slovenskih knjižnic (Trst, 1968) in Bibliografija Vladimir Bartola. (COBISS) Nekdanje življenje pri Sv. Ivanu je oposala v razpravi Utrinki iz življenja svetoivanskih mandrarjev (Trst, 1980) in Bil je Sv. Ivan in ni ga več (Trst, 1982). Ker je že od mladosti želela slikati, a ni bilo sredstev za šolanje, se je leta 1956 vpisala v Università populare v Trstu, kjer se je 4 leta učila risanja in slikanja pri profesorici Alice Psacaropulo-Casaccoa, ter kasneje še grafike pri profesorju Carlu Sbisà. Uveljavila se je kot slikarka-amaterka in razstavljala  na več samostojnih in skupinskih razstavah v občinski galeriji v Trstu.